# Fourmagée
La fourmagée est un fromage fort originaire et élaboré dans le Perche ornais. Il est fait à base de fromages de vache locaux, de cidre avec ajout d'herbes aromatiques, d'épices et d'oignons.

## Historique et origine
Cette préparation fromagère est citée par Jérôme Cardan, milanais d'origine, en 1642, dans son recueil consacré à ses Livres de Hierosme Cardanus, sous le nom de fourmagé. Jean Froc indique que cette préparation était très courante dans le Perche où elle était encore consommée dès le matin, dans la seconde moitié du XIXe siècle, si l'on en croit ce que rapporte Prosper Vallerange dans son étude de 1861 Le clergé, la bourgeoisie, le peuple, l'ancien régime et les idées nouvelles : « Avé quoi don qu't'as déjeunai à matin? — Avé d'la fourmagée. ».

## Homonymes
Cette préparation autrefois très spécifique au département de l'Orne, était désignée sous les termes de fourmagée, froumagée, fourmaigée,,,. C'est d'ailleurs une constante que l'on retrouve du XIXe siècle à nos jours avec quelquefois en plus fromagée. 
Ces graphies et prononciations différentes ont été relevées dans le glossaire des parlers d'Eure-et-Loir: Beauce et Perche, après une enquête réalisée, en 1868, auprès des habitants de 232 communes.

## Ingrédients
Ce fromage fort était élaboré à base de tranches de fromage mou mêlées avec de vieux fromages coupés en morceaux, des fines herbes, des oignons. Le tout était arrosé de cidre et assaisonné de poivre puis tassé dans une terrine où on le laissait s'affiner,,,.

## Préparation
Prosper Vallerange a parfaitement décrit les différentes phases de sa préparation : « Espèce d'aliment fait avec du fromage que l'on a préalablement fait sécher au point de durcir comme un pavé, on le coupe ensuite par morceaux et le range par lits dans une terrine en saupoudrant chaque lit d'un peu de poivre, puis en arrosant si l'on veut à la fin d'un peu de cidre ou même d'eau-de-vie; on bouche ensuite et on laisse affiner pendant trois semaines environ; au bout de ce temps les parties sont adhérentes les unes aux autres et on en fait usage. ». 

## Consommation

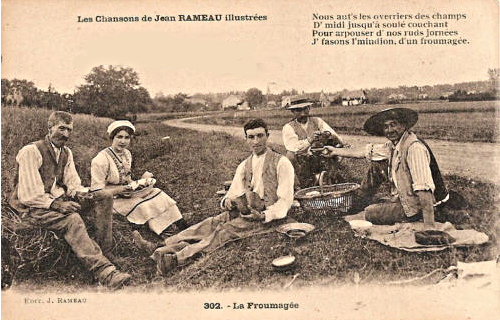
Pause fourmagée au champ.
Carte postale et poème de Jean Rameau.

Ce fut un aliment d'une grande popularité dans toute la région du Perche. Cette pâte souple, presque liquide, servait « à faire manger du pain », comme l'on disait à la fin du XIXe siècle.